# Platymantis macrosceles
Platymantis macrosceles là một loài ếch trong họ Ranidae. Chúng là loài đặc hữu của Papua New Guinea.
Môi trường sống tự nhiên của nó là các khu rừng vùng núi ẩm nhiệt đới hoặc cận nhiệt đới.